# 建部道子
建部 道子（たけべ みちこ、1946年7月23日 - ）は、東京都出身の女優。劇団文化座に所属していた。

## 出演作品

### テレビドラマ
- 五番目の刑事 第25話「さらば!わが街新宿」（1970年） - マスター
- 特別機動捜査隊
  - 第439話 「同姓同名」（1970年）- みどり
  - 第459話 「裸の狂宴」（1970年）- 節子
  - 第475話 「限りなき逃亡」（1970年）- 秋子
  - 第512話 「高倉主任誕生」（1971年）- 美佐江
  - 第523話 「噂の町の中で」（1971年）- 佳子
  - 第535話 「犯人は三船刑事だ」（1972年）- 冴子
  - 第542話 「男子禁制」(1972年）- 事務員
  - 第558話 「野獣の棲む街」（1972年）- 正子
  - 第574話 「ある女の詩」（1972年）- 光枝
  - 第602話 「香港から来た女」（1973年）- 君江
  - 第616話 「サカサマ時代」（1973年）- 佐知子
  - 第621話 「日本刀を斬る」（1973年）- 夏子
  - 第640話 「闇」（1974年）- あけみ
  - 第656話 「熱風への復讐」（1974年）- 桃子
  - 第664話 「女の罠」（1974年）- 路子
  - 第673話 「ある追跡の記録」（1974年） - 文代
  - 第684話 「十津川絶唱」（1974年） - 久子
  - 第693話 「情熱の海」（1975年） - 純子
  - 第709話 「華麗なる殺人計画」（1975年） - 嵯峨睦子
  - 第713話 「涙の渡り鳥」（1975年） - 小菊
  - 第726話「兄とその妹」（1975年） - 晴美
- プレイガール 第102話「父は過去に何をしていた」(1971年）- 国子
- 大忠臣蔵（1971年）
- 人形佐七捕物帳 第17話「八つ目鰻」（1971年、NET / 東宝） - お浜
- 仮面ライダーシリーズ
  - 仮面ライダー 第56話「アマゾンの毒蝶ギリーラ」（1972年） - 九条みわ / ギリーラの声
  - 仮面ライダーX 第2話「走れクルーザー! Xライダー!!」（1974年） - 団地の住民
  - 仮面ライダーアマゾン 第8話「学校を襲ったワニ獣人!!」（1974年） - 房子 ※建部みち子名義
- マドモアゼル通り（1972年 - 1973年）- 「ヴィラカトレア」（デザインスクール生徒寮）寮長
- 人造人間キカイダー 第3話「呪いオレンジアントの死の挑戦」（1972年）- 時子（道夫の妻）
- キカイダー01 第22話「本日の特別授業は殺人訓練?!」（1973年） - ケンジの母
- 非情のライセンス 第2シリーズ 第2話「兇悪の傷痕」（1974年）- 医局員
- 秘密戦隊ゴレンジャー 第2話「青い地球! 死の砂漠化計画」（1975年）- 工藤博士の妻

## 映画
- 吸血髑髏船（1968年 松野宏軌監督）